# Dissoctenioides
Dissoctenioides é um gênero de mariposa pertencente à família Acrolophidae.